# Yoshihiro Togashi
Yoshihiro Togashi (冨樫 義博, Togashi Yoshihiro, (Shinjo, 27 april 1966)) is een Japans mangaka. Tijdens zijn hogere studies werd zijn werk opgepikt door uitgeverij Shueisha. Togashi heeft veel verschillende mangareeksen getekend in verscheidene genres. Hij is vooral bekend voor YuYu Hakusho en Hunter × Hunter. Beiden werden uitgegeven in het magazine Weekly Shonen Jump.

## Biografie

### Jeugd
Togashi werd geboren in Shinjo te Yamagata. Zijn familie bezit een winkel in papierwaren. Togashi tekende zijn eerste manga in de lagere school. In het middelbaar was hij lid van de kunstclub van de school. Later studeerde hij pedagogie aan de Yamagata Universiteit in de hoop leerkracht te worden. Tijdens zijn hoger onderwijs stuurde hij manga naar Shueisha's Weekly Young Jump. In 1986, op 20-jarige leeftijd, won hij de Tezuka Prijs voor de manga Buttobi Straight (ぶっとびストレート, Buttobi Sutorēto). Tijdens zijn laatste jaar pedagogie borg Togashi zijn dromen om leerkracht te worden op. Een redacteur van Weekly Shōnen Jump contacteerde hem in dat jaar en vroeg hem om naar Tokio te verhuizen voor zijn werk.

### Carrière
Het eerste werk dat Togashi publiceerde voor Shueisha was een verzameling komische kortverhalen getiteld Ōkami Nante Kowakunai!! (狼なんて怖くない!!). Van 1989 tot 1990 werkte hij aan Ten de Shōwaru Cupid (てんで性悪キューピッド), een vierdelige romantische manga.
In 1990 vergaarde Togashi faam met de reeks YuYu Hakusho (幽☆遊☆白書). De manga bestaat uit 175 hoofdstukken (19 volumes) en liep van 1990 tot 1994. Het was een enorm commercieel succes, won de Shogakukan Manga-prijs in 1994 en werd later verwerkt tot een anime. In 1995 begon hij aan Level E (レベルE), een sciencefiction komedie bestaande uit drie delen. Het werd uitgegeven in Weekly Shonen Jump in 1995 en liep tot 1997. Level E kreeg in 2011 een animereeks.
Togashi begon aan zijn volgende bekende reeks, Hunter × Hunter (ハンター×ハンター), in 1998. Ook deze manga was een commercieel succes. Tegen augustus 2011 gingen er reeds 55 miljoen exemplaren over de toonbank van de eerste twintig volumes. In 2008 haalden zowel Togashi's Hunter × Hunter als Eiichiro Oda's One Piece de vijfde plaats in een enquête naar de meest populaire manga van dat jaar.
In 2017 schreef Togashi de tweedelige manga Akuten Wars (悪天ウォーズ). Het werd geïllustreerd door Hachi Mizuno en uitgegeven in Grand Jump Premium.

## Privéleven
Togashi is getrouwd met Naoko Takeuchi, de mangaka van Sailor Moon. Ze ontmoetten elkaar tijdens een feestje van Kazushi Hagiwara in augustus 1997. Het jaar daarop assisteerde Takeuchi Togashi met Hunter × Hunter. Het koppel trouwde op 6 januari 1999. Het huwelijk werd bijgewoond door bevriende mangaka en stemacteurs van zowel de Sailor Moon en YuYu Hakusho anime. Ze kregen twee kinderen en werkten samen aan een kinderboek getiteld Oobo— Nu— Tochiibo— Nu— (おおぼーぬーとちぃぼーぬー). Takeuchi schreef de tekst en Togashi verzorgde de illustraties.
Togashi's jongere broer, Hideaki Togashi, is eveneens mangaka.

## Stijl
Togashi haalt voor zijn verhalen vaak inspiratie vanuit het werk van Akira Toriyama de mangaka van Dragon Ball. Oorspronkelijk werkte hij veel met rasters (screentones), maar later ontwikkelde hij een meer minimalistische stijl. Zo is de tekenstijl van Hunter × Hunter veel eenvoudiger dan die van YuYu Hakusho en Level E. Hunter × Hunter's oorspronkelijke magazine uitgave leek vaak onafgewerkt en miste achtergronden. De latere Tankōbon edities zijn veel verfijnder. Togashi houdt van bloederige scènes. Hierdoor wordt Hunter × Hunter soms gecensureerd met behulp van rasters alvorens de hoofdstukken uitgegeven worden.
Togashi zette sinds 2006 het tekenen van Hunter × Hunter regelmatig tijdelijk stop. Soms was dit vanwege rugpijn en ziekte, andere keren werd er geen reden opgegeven.
Mangaka als Nobuhiro Watsuki en Pink Hanamori hebben Togashi's YuYu Hakusho vermeld als een belangrijke invloed op hun eigen werk. Togashi is de favoriete mangaka van Masashi Kishimoto, de auteur van Naruto.

## Oeuvre

### Manga
- Sensēha Toshishita!! (1986, later geherpubliceerd in Ten de Shōwaru Cupid Volume 4)[29]
- Jura no Miduki (1987, uitgegeven in Hop Step Award Selection Volume 1 en later in Ten de Shōwaru Cupid Volume 4)
- Ōkami Nante Kowakunai!! (1989, tankōbon uitgegeven door Shueisha)
  - Buttobi Straight (1987)
  - Tonda Birthday Present (1987, uitgegeven in Weekly Shōnen Jump)
  - Occult Tanteidan (1988–1989, two parts uitgegeven in Weekly Shōnen Jump)
  - Horror Angel (1988, uitgegeven in Weekly Shōnen Jump)
  - Ōkami Nante Kowakunai!! (1989, uitgegeven in Weekly Shōnen Jump)
- Ten de Shōwaru Cupid (1989–1990, uitgegeven in Weekly Shōnen Jump)
- YuYu Hakusho (1990–1994, uitgegeven in Weekly Shōnen Jump)
- Level E (1995–1997, uitgegeven in Weekly Shōnen Jump)
- Hunter × Hunter (1998–heden, uitgegeven in Weekly Shōnen Jump)

### Overige
- Yoshirin de Pon! (1994, YuYu Hakusho dojinshi uitgedeeld op de 1994 zomereditie van Comic Market)
- Biohazard 3: The Last Escape Official Guidebook (1999, uitgegeven door ASCII)[30]
- Official Hunter × Hunter Guide (2004, uitgegeven door Shueisha)[31]
- YuYu Hakusho Who's Who Underworld Character Book (2005, uitgegeven door Shueisha)
- YuYu Hakusho Illustrations (2005, uitgegeven door Shueisha)
- Oobo— Nu— To Chiibo— Nu— (2005, uitgegeven door Kodansha)
- Hetappi Manga Kenkyūjo R (2011, uitgegeven door Shueisha)[32]